# Tipula nolens
Tipula nolens är en tvåvingeart som beskrevs av Alexander 1966. Tipula nolens ingår i släktet Tipula och familjen storharkrankar.
Artens utbredningsområde är Ecuador. Inga underarter finns listade i Catalogue of Life.